# 很久
《很久》（英文：On The Road）是由龍男·以撒克·凡亞思執導的紀錄片。本片耗時一年紀錄原住民電影音樂劇《很久沒有敬我了你》的製作過程，其音樂劇亦改編成吳米森導演執導的同名音樂電影《很久沒有敬我了妳》。

## 影片內容
電影音樂劇《很久沒有敬我了你》故事描述一位享譽國內外的指揮家─簡文彬，尋找兒時褓姆的歷程。本片以音樂劇製作過程為主軸，完整記錄一群南王卑南族的族人，從台東到台北、從部落走進國家音樂廳的真實過程；並探討如此龐大的製作案，參與其中的表演工作者的疑慮，以及點出「原住民的音樂必須要在國家音樂廳演出，才可以被認可為是好音樂嗎？」、「到底是南王的音樂榮耀了國家音樂廳，抑或是兩廳院認證了南王的音樂的問題」等複雜命題。

## 參與的表演工作者
| 姓名                                                | 職位\|   |
| 張四十三（角頭唱片）                                | 總策劃   |
| 吳米森                                              | 電影拍攝 |
| 黎煥雄                                              | 劇場導演 |
| 李欣芸                                              | 編曲     |
| 簡文彬                                              | 指揮     |
| 國家交響樂團                                        | 演奏     |
| 蕭青陽                                              | 美術設計 |
| 紀曉君、胡德夫、陳建年、昊恩、家家、南王姊妹花…等等 | 歌手     |

## 參展紀錄
- 2011年台灣國際民族誌影展 閉幕片
- 2011年高雄電影節觀摩影片
- 2012年大學影展
- 2012年杭州亞洲青年影展

## 外部連結
- 很久的Facebook專頁
- 開眼電影網上《很久》的資料（繁體中文）
- 豆瓣电影上《很久》的資料 （简体中文）